# Edward T. Hall
Edward Twitchell Hall der jüngere (* 16. Mai 1914 in Webster Groves, Missouri; † 20. Juli 2009 in Santa Fe, New Mexico) war ein US-amerikanischer Anthropologe und Ethnologe und gilt als Begründer der interkulturellen Kommunikation als anthropologischer Wissenschaft.

## Leben und Wirken
Er unterrichtete an Instituten der University of Denver, Colorado, Bennington College in Vermont, Harvard Business School, Illinois Institute of Technology, Northwestern University in Illinois und anderen. 1942 Promotion an der Columbia University.
Im Zweiten Weltkrieg diente er im Pazifik und in Europa. Die Kriegserfahrungen in fremden Kulturen brachten ihn zu seinem Forschungsgegenstand und seiner zentralen These, dass Missverständnisse zwischen Kulturen auf eine Matrix von verschiedenen Parametern zurückzuführen seien, die für alle Kulturen gelten. Im Laufe der Jahre widmete er sich dieser Forschungsrichtung vor allem im Hinblick auf internationale Geschäftsbeziehungen. Gemeinsam mit seiner Frau Mildred Hall untersuchte er diverse Quellen (Zeitungsartikel, Filme, Geschäftsstrukturen und -verhalten, Institutionen, individuelles und Gruppenverhalten etc.) und führte zahlreiche offene Interviews, insbesondere mit Managern, aber auch mit Künstlern, Schriftstellern und Lehrpersonen. So entstanden auch praktische Ratgeber für den Umgang mit Geschäftspartnern aus verschiedenen Kulturen.
Hall sieht Kultur als „riesigen, komplexen Computer“. Sie weist spezifische zugrunde liegende Strukturen („basic patterns“) auf, ihre Mitglieder teilen verinnerlichte Verhaltenscodes und unbewusste Bedeutungszuschreibungen miteinander, die Hall mit der „stillen Sprache (silent language)“ umschreibt. Gleichzeitig stützt sich ihr Handeln auf materielle und immaterielle „Extensionen“ (extensions of man), das sind Verlängerungen, Erweiterungen, Entäußerungen des Körpers, des Denkens, Fühlens, Sprechens usw., die als kulturelle oder technische Stützgerüste fungieren. So ist die Sprache eine Extension des Denkens, die Schrift eine Extension der Sprache, die Zwangsinstitution eine des Gewissens. Diese externen Institutionen und Funktionen sind relativ dauerhaft. Fortwährend werden interne Prozesse auf externe übertragen oder durch diese gestützt. Umgekehrt werden externe Prozesse immer wieder internalisiert – freiwillig oder unter Zwang.
Mit der kritischen Würdigung dieser Leistung von Kultur, Bürokratien, Institutionen und Technik in seinem Buch Beyond Culture steht Hall der Theorie des Mängelwesens nahe, welches der Organverlängerung, -erweiterung (extension transference) bzw. des Organersatzes bedarf. Damit rückt er auch in die Nähe der Institutionenlehre von Arnold Gehlen, freilich ohne diese bewusst rezipiert zu haben. Über Gehlen hinaus geht Halls Annahme, dass mit zunehmender Spezialisierung und Abhängigkeit der Menschen vom Geflecht der oft nicht genau „passenden“ Verlängerungen, also Werkzeuge, Institutionen, Organisationen, Sprach- und Denkmodelle („theoreality“ – modellhafte Realitäten) gerade jene menschlichen Funktionen geschädigt werden können, welche „verlängert“ wurden.
Hall bezieht sich auch kritisch auf Sigmund Freuds Sublimierungstheorie. Die Sublimierung durch Bau von Institutionen habe gerade zu der Abhängigkeit vom Netz der Institutionen und Modelle geführt und die menschliche Kreativität und Entwicklung zum Teil behindert.

## Kulturdimensionen Halls
Anders als andere bekannte Kulturforscher wie bspw. Geert Hofstede oder Fons Trompenaars hat Edward T. Hall seine Kulturdimensionen nicht in einem Werk vorgestellt, sondern sie sukzessiv entwickelt und in unterschiedlichen Publikationen beschrieben.

### Proxemics/Raumverständnis
In seinem Werk The Hidden Dimension aus dem Jahr 1966 stellte Edward T. Hall diese Dimension vor:
Eine weitere These Halls ist unter dem Namen Proxemik bekannt geworden und beschreibt die kulturabhängig verschieden großen räumlichen Abstände, die Menschen zulassen bzw. gegen „Eindringlinge“ auf verschiedene Weisen zu schützen versuchen. Die Räume, die von Individuen unbewusst unterschieden werden, werden Distanzzonen genannt. Man unterscheidet die intime, die persönliche, die soziale und die öffentliche Distanzzone. Diese können sich etwa mit steigender Vertrautheit zwischen Personen verändern. Je nach Kultur haben diese Zonen jeweils unterschiedliche Ausmaße. Bei Nordeuropäern etwa beginnt die intime oder private räumliche Zone eher bei weiterer Körperdistanz als bei Südeuropäern. Die Distanz zu unterschreiten kann ein ebenso schwerwiegender Fehler sein wie sie zu weit auszudehnen. Steht man in einem Kulturkreis im Abstand einer Armlänge nebeneinander, kann dies schnell etwa auf übertriebene Vorsicht, Feindseligkeit oder mangelndes Vertrauen schließen lassen. In einem anderen Kulturkreis fühlt man sich durch
Körperberührungen oder das Riechen des Atems der anderen Person eventuell belästigt und seiner Intimsphäre beraubt.
Halls Konzepte prägen Forschung und Praxis der Interkulturellen Kommunikation. In Interkulturellen Trainings (etwa bei der Vorbereitung auf internationale Wirtschaftskontakte) dienen sie der Veranschaulichung und Erklärung möglicher Missverständnisse.

### High bzw. low context
In seinem Buch Beyond Culture von 1976 stellte Hall diese Kulturdimension vor:
High bzw. low context bezeichnen Konzepte zur Informationsgewinnung bzw. Informationsverarbeitung und dazu notwendiger Vernetzung. Dabei geht es weniger um hohen oder niedrigen Kontext als vielmehr um starken oder schwachen Kontextbezug bei der Kommunikation. In „high context“-Kulturen ist es weniger üblich, die Dinge direkt beim Namen zu nennen. Ihre Bekanntheit wird implizit vorausgesetzt und das Erwähnen zahlreicher Details kann als negativ empfunden werden. Der Gesichtsausdruck der Gesprächspartner, Anspielungen, die Umstände der Begegnung und viele weitere Kontextfaktoren sind eigene, nicht zu unterschätzende Informationsträger.
Kulturen mit starkem Kontextbezug finden sich in Ländern Südeuropas (Spanien, Frankreich), vielen asiatischen (China, Japan) und afrikanischen Ländern sowie in Lateinamerika.
In Kulturen mit schwachem Kontextbezug erwartet man nicht, dass der Großteil der Informationen bereits bekannt oder ohne sprachlichen Ausdruck erkennbar ist. Hier wird alles beim Namen genannt, man wirkt direkter und fühlt sich verpflichtet, dem Gegenüber möglichst präzise Angaben zu machen. So genannte „low-context“-Kulturen sind etwa die USA, Kanada, skandinavische Länder, die Beneluxländer und Großbritannien. (Aufgrund des starken Wirtschaftsbezugs der Autoren sind Staaten mit starken internationalen Marktaktivitäten genauer untersucht worden und werden differenzierter dargestellt.)

### Monochrones bzw. polychrones Zeitverständnis
In seinem Buch The Dance of Life: The Other Dimension of Time aus dem Jahr 1983 stellte Hall diese Kulturdimension vor:
Das Verhältnis zur und der Umgang mit der Zeit ist, neben der Informationsverarbeitung, ein weiteres wichtiges Element, das Kulturen definiert und worin sich Unterschiede erkennen lassen. Man unterscheidet einerseits tendenziell monochrone Kulturen, in denen es üblicher ist, (also mit größerer Wahrscheinlichkeit als normal akzeptiert wird) einzelne Arbeitsschritte nacheinander zu tun. Hier ist das Einhalten des Zeitplans sehr wichtig, die Erledigung von Aufgaben zählt mehr als die Pflege persönlicher Beziehungen.
In polychronen Kulturen gilt das Erledigen mehrerer Handlungen nebeneinander als eher üblich. Der Zeitplan ist ein „Kann“, aber kein „Muss“. Man ist flexibler und setzt die Priorität auf die persönliche Beziehung, die Erledigung einer Aufgabe ist eher nachrangig, wenn es zu einer Begegnung kommt.

### Informationsgeschwindigkeit
In den 1990er Jahren veröffentlichte Hall seine Forschungsarbeiten zu dieser Kulturdimension:
Diese Kulturdimension bringt zum Ausdruck, dass je nach Kultur unterschiedlich schnell verarbeitbare Informationen bevorzugt werden. Dies kann unter anderem in Schlagzeilen von Tageszeitungen wiedergefunden werden. In Kulturen mit hoher Informationsgeschwindigkeit dominieren schnellverarbeitbare, dafür aber weniger aussagekräftige Schlagzeilen wie bspw. „Guttenberg schließt Rücktritt aus“. In Kulturen mit geringer Informationsgeschwindigkeit hingegen dominieren weniger schnell verarbeitbare, dafür aber aussagekräftigere Schlagzeilen, wie beispielsweise „Verteidigungsminister zu Guttenberg schließt einen Rücktritt wegen der Affäre um den Luftangriff bei Kundus aus“.

## Veröffentlichungen
- The Silent Language. Garden City, New York 1959, ISBN 978-0-385-05549-9.
- The Hidden Dimension. Garden City, New York 1966, ISBN 978-0-385-08476-5.
deutsch: Die Sprache des Raumes. Düsseldorf 1976, ISBN 978-3-590-14228-2.
- Beyond Culture. Garden City, New York 1976, ISBN 978-0-385-12474-4.
- The Dance of Life: The Other Dimension of Time. 1983, ISBN 978-0-385-19248-4.
- mit Mildred R Hall: Understanding Cultural Differences. Yarmouth, Maine 1990, ISBN 978-1-877864-07-0.